# Nazareno Etla
Nazareno Etla là một đô thị thuộc bang Oaxaca, México. Năm 2005, dân số của đô thị này là 3720 người.